# Oreonetides flavus
Oreonetides flavus är en spindelart som först beskrevs av James Henry Emerton 1915.  Oreonetides flavus ingår i släktet Oreonetides och familjen täckvävarspindlar. Inga underarter finns listade i Catalogue of Life.